# St. Stephen (Minnesota)
St. Stephen – miasto w Stanach Zjednoczonych, w stanie Minnesota, w hrabstwie Stearns.